# Seehausen (Altmark)
Seehausen (Altmark) er en tidligere Hansestad i Landkreis Stendal i regionen Altmark, i den tyske delstat Sachsen-Anhalt. Den er administrationsby for Verwaltungsgemeinschaft Seehausen (Altmark).

## Geografi
Byen ligger ved floden Aland, der fra Altmärker Höhe i landskabet Wische løber mod Elben.
Til Seehausen (Altmark) hører landsbyerne Behrend, Gehrhof, Nienfelde og bebyggelsen Waldesfrieden.